# Gant (Recht)

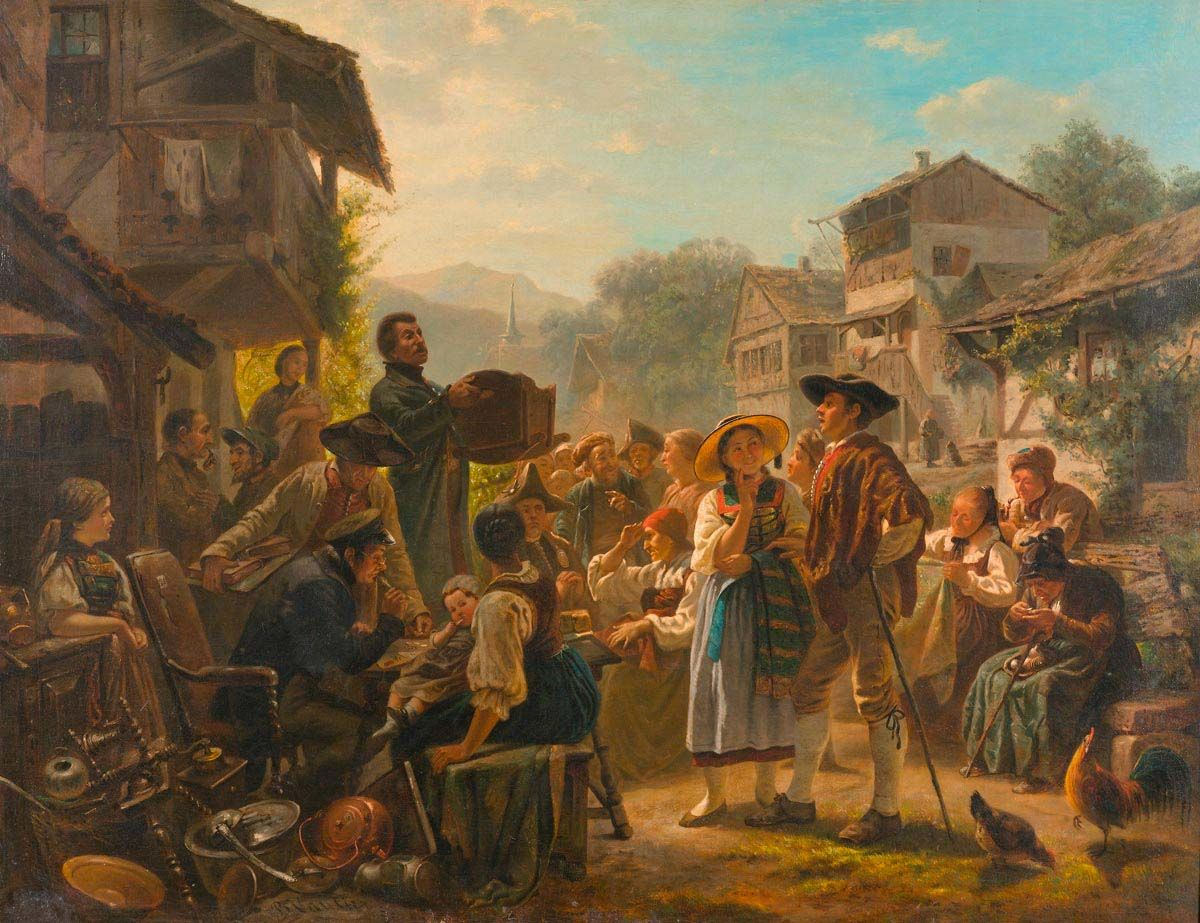
Versteigerung auf dem Dorfplatz, Gemälde von Benjamin Vautier (19. Jahrhundert)

Die Gant (auch Vergantung oder Gantung, älter Gandt oder Gannt) ist ein veralteter Begriff aus dem Zwangsvollstreckungs- bzw. Insolvenzrecht aus dem süddeutschen, österreichischen und schweizerischen Raum. In der Schweiz wird der Begriff nach wie vor für freiwillige Versteigerungen, insbesondere in der Landwirtschaft, benutzt.
Behördlicherseits wird der Begriff nur noch selten verwendet. Lediglich in der in diesen Regionen gebräuchlichen Redensart auf die Gant kommen  ist er noch lebendig und bedeutet dann so viel wie abgewirtschaftet haben oder auch pleitegehen. Seltener wird auch das Verb verganten (bzw. verquanten = verramschen, verkaufen oder pleitegehen) verwendet.
Gant hat die Bedeutungen Konkurs, (öffentliche) Versteigerung oder Zwangsversteigerung (Deutschland). Die genaue Herkunft ist ungesichert, doch stammt es wahrscheinlich vom  lateinischen in quantum ab, das heißt „wie viel? wie teuer?“ (italienisch incanto, französisch encan).
Gant bezeichnet demnach den öffentlichen gerichtlichen Zwangsverkauf, namentlich den öffentlichen Verkauf der Güter eines Überschuldeten. Dieses Verfahren wurde auch als Gantprozess (im heutigen Sinne ein Konkursverfahren) bezeichnet. Mit Gantmann, Gantner (abfällig) oder auch Gantschuldner meint man den in Konkurs Verfallenen. Als Ganthaus wurde das Versteigerungshaus bezeichnet (Gantlokal ist mancherorts noch üblich), der Gantmeister oder auch Ganter war der Auktionator. Die Vergantungen wurden in aller Regel vom Vergantungsamt (in der Schweiz vom Betreibungsamt bzw. dem Konkursamt) durchgeführt. Der Auktionator wird in der Schweiz auch als Gantrufer bezeichnet.